# مت شیوی
مت شیوی (انگلیسی: Matt Shively؛ زادهٔ ۱۵ سپتامبر ۱۹۹۰) یک هنرپیشه اهل ایالات متحده آمریکا است. وی از سال ۲۰۰۷ میلادی تاکنون مشغول فعالیت بوده‌است. او از شایا لباف به عنوان الگو خود نام می‌برد.
از فیلم‌ها یا برنامه‌های تلویزیونی که وی در آن‌ها به ایفای نقش پرداخته می‌توان به چگونه یک پسر بهتر بسازیم، تین ولف و زن خانه‌دار آمریکایی اشاره کرد.